# Jeremy Affeldt

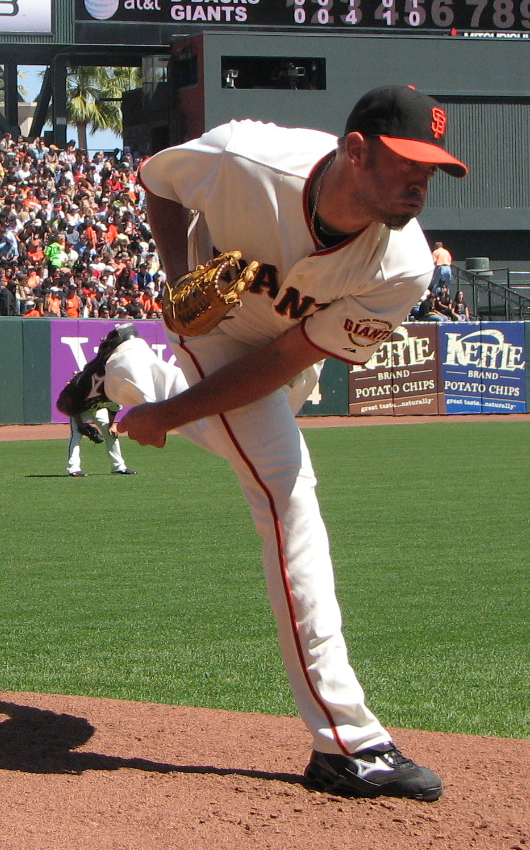

Jeremy Affeldt (6 de junho de 1979) é um jogador profissional de beisebol estadunidense.

## Carreira
Jeremy Affeldt foi campeão da World Series 2010 jogando pelo San Francisco Giants.